# Гле, Срби
„Гле, Срби“ је југословенски ТВ филм из 1990. године. Режирао га је Петар Теслић, а сценарио је писала Јелица Зупанц.

## Улоге
| Глумац              | Улога |
| ------------------- | ----- |
| Миодраг Радовановић |       |